# Come On
“Come On” er en sang skrevet og første gang indspillet af Chuck Berry, med hjælp fra hans søster, Martha, der sang i baggrunden som kor . 
Den blev valgt af The Rolling Stones som deres første single i 1963, hvor den blev nummer 21. på den amerikanske chart . Den blev indspillet med Mick Jagger som sang, mens Brian Jones spillede mundharmonika. Keith Richards spillede guitar på nummeret, mens Bill Wyman og Charlie Watts henholdsvis spillede bass og trommer. Koret bestod af Jones og Wyman. 
Sangen findes på opsamlingsalbummet More Hot Rocks fra 1972. 

### Fodnote
1. ↑  Come On by Chuck Berry Songfacts
2. ↑  Arkiveret 16. oktober 2007 hos  Wayback Machine The Rolling Stones: Complete Singles Chart Entries [US & UK, 1963-2006]